# John Broman
John Broman est un sauteur à ski américain né en 1958.

## Palmarès

### Championnats du monde
| Épreuve / Édition | Oslo 1982 |
| Petit Tremplin    | 43e       |
| Grand Tremplin    | 16e       |
| Par Équipes       | 6e        |

### Coupe du monde
- Meilleur classement final : 18e en 1981.
- 1 victoire.

#### Saison par saison
| Année | Lieu                 |
| 1981  | Thunder Bay (Canada) |